# Motteborg

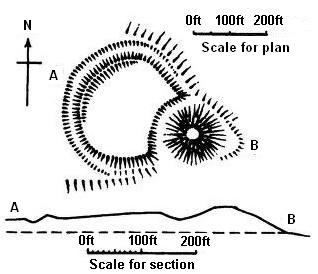
Skiss över motteborgen Topcliffe Maidens Bower i England.

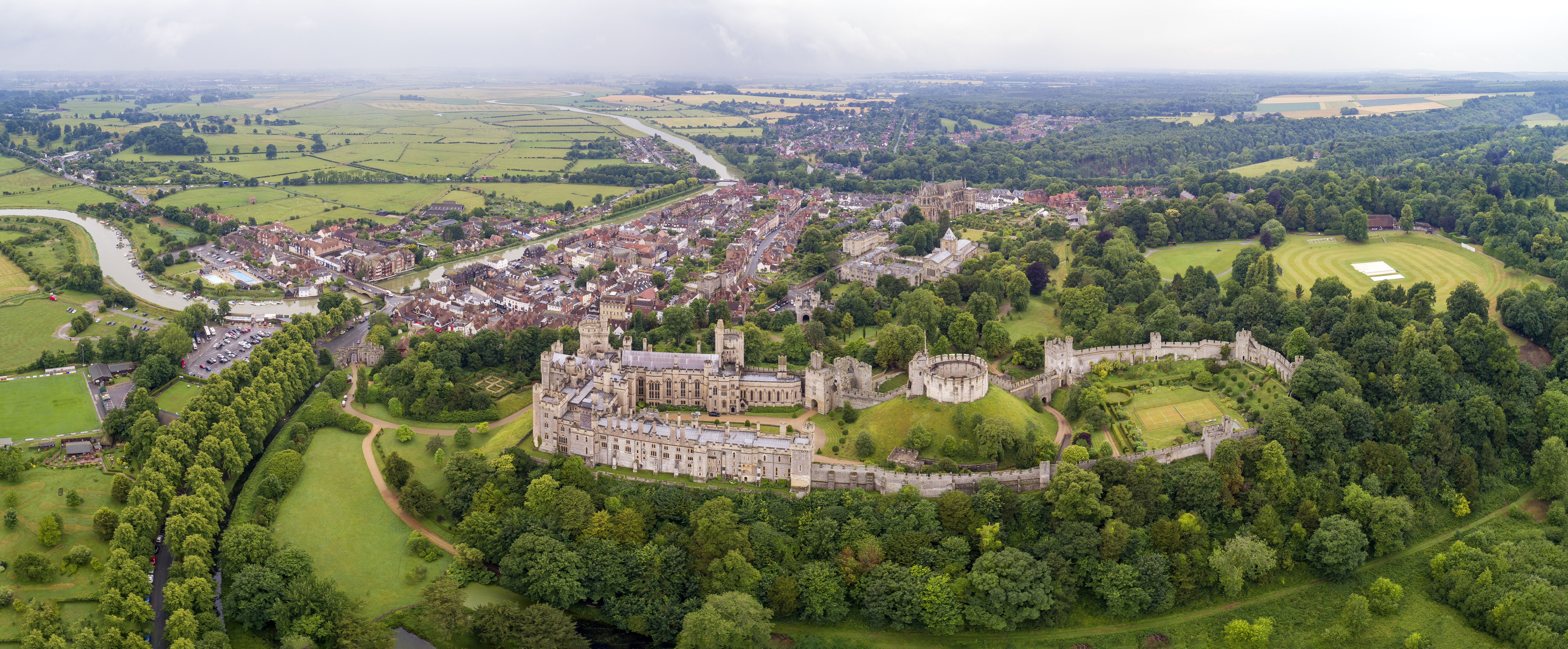
Flygbild över Arundel Castle. Här syns den konstgjorda kullen med kärntornet i mitten av slottet

Motteborg är en medeltida borg anlagd på en kulle. Namnet kommer av franskans motte, vilket betyder ’jordhög’, ’tuva’ eller ’torva’.
Motteborgen bestod av en hög kulle (motten), ofta konstgjord, på vars topp ett befästningstorn (kastal) av trä, ibland av sten, var placerat. Den omgavs av vallgrav, ringmur eller jordvall med palissad. Utanför den inre delen fanns ett yttre vallgravsomgärdat område (baileyn) som fungerade som förborg och där verkstäder och ekonomibyggnader var belägna.
Två bra exempel på motteborgar är Windsor Castle och Arundel Castle i England där kärntornen i båda borgarna är byggda på en sådan kulle med omgivande murkomplex och byggnader. 
Från 1000-talet byggdes ett stort antal borgar av den här typen i framför allt nordvästra Europa. Särskilt vanliga var de i England där de benämns Motte-and-bailey. I Skandinavien är motteborgarna något yngre än sina kontinentala motsvarigheter och dateras vanligen till 1300-talet. Framför allt byggdes de i det dåvarande danska riket och ett framträdande exempel är Sölvesborgs slott. Det finns dock ett fåtal exempel på motteborgar inom det medeltida Sveriges gränser, till exempel Gälakvist, Fagranäs och Hönshylte skans.